# Staatsschuldenquote in Deutschland
Die Staatsschuldenquote Deutschlands ist eine Kennzahl, die das Verhältnis zwischen den Staatsschulden Deutschlands auf Bundes-, Landes- und kommunaler Ebene sowie in der Sozialversicherung einerseits und dem nominalen Bruttoinlandsprodukt Deutschlands andererseits angibt.

## Entwicklung in den letzten Jahren
Die Staatsschuldenquote Deutschlands stieg aufgrund der Finanzkrise zwischen 2008 und 2010 deutlich an, da die Verschuldung des Staates stark wuchs, während die volkswirtschaftliche Gesamtleistung 2009 um 5,1 Prozent zurückging: Entsprach die Staatsverschuldung von 1,6602 Billionen Euro Ende 2008 noch einer Staatsschuldenquote von 64,9 Prozent, so erreichte die Staatsschuldenquote Ende 2010 angesichts eines Schuldenstandes von dann inzwischen 2,0674 Billionen Euro den historischen Höchstwert von 80,3 Prozent.
Von diesem Höchststand Ende 2010 aus ging die Staatsschuldenquote bis heute signifikant zurück. Ende 2012 betrug sie 79,0 Prozent bei einem in absoluten Zahlen weiter steigenden Schuldenstand von 2,1736 Billionen Euro; Ende 2014 betrug sie gemäß Eurostat 74,7 Prozent bei einem Schuldenstand von 2,1700 Billionen Euro bzw. nach Berechnung des IWF 73,1 Prozent bei einem Schuldenstand von 2,1230 Billionen Euro. Es zeigt sich, dass aufgrund des relativ stabilen positiven Wirtschaftswachstums (1,6 Prozent im Jahr 2014) die Quote (minus 7,2 Prozentpunkte nach IWF-Fortschreibung ausgehend vom Höchststand 2010) stärker als der absolute Schuldenstand (minus 2,3 Prozentpunkte vom Höchststand 2012) zurückgeht.
Ende 2014 lag die deutsche Staatsschuldenquote von 74,7 Prozent deutlich unterhalb der durchschnittlichen Quoten für die Eurozone (91,9 Prozent) und für die Europäische Union (86,8 Prozent).
Für das Gesamtjahr 2014 verbuchte Deutschland zwar einen Überschuss des Gesamtstaatshaushaltes von 19,4 Milliarden Euro oder 0,7 Prozent des Bruttoinlandsprodukts. Jedoch stiegen die Schulden leicht um 4 Milliarden Euro auf 2,170 Billionen Euro an, da etliche Milliarden in Hilfsmaßnahmen wie die deutsche Beteiligung am Euro-Rettungsfonds ESM flossen. Bei der positiven Entwicklung der letzten Jahre spielen die historisch niedrigen Zinsen eine große Rolle, welche die Staatsausgaben deutlich senkten.
Zum Ende des 2. Quartals 2016 betrug die deutsche Staatsschuldenquote gemäß Eurostat lediglich noch 70,1 Prozent bei einem Schuldenstand von 2,1682 Billionen Euro. Damit lag sie weiterhin deutlich unterhalb der durchschnittlichen Quoten für die Eurozone (91,2 Prozent) und für die Europäische Union (84,3 Prozent).

## Prognostizierte Entwicklung
Der Internationale Währungsfonds prognostizierte im April 2017, die Staatsschuldenquote Deutschlands werde bis Ende 2019 auf 59,1 Prozent bei einem Schuldenstand von dann noch 2,0184 Billionen Euro zurückgehen. Damit würde Deutschland wieder das Maastricht-Kriterium von höchstens 60 Prozent erreichen. Der IWF ging davon aus, dass bis Ende 2022 die Schuldenquote weiter auf 50,9 Prozent bei einem Schuldenstand von 1,8992 Billionen Euro sinken werde. Die Einführung einer Schuldenbremse für den Bund ab 2016 und für die Länder ab 2020 soll die Staatsschuldenquote weiter senken.
Die Bundesrepublik hat im Zuge der Eurokrise und speziell der griechischen Staatsschuldenkrise Haftungsrisiken in Milliardenhöhe auf sich genommen, die bislang in der Staatsschuldenquote nicht mit erfasst werden. Wenn ein Haftungsfall eintritt (z. B. im Zuge eines Grexit), würde dies Staatsschulden und Staatsschuldenquote der Bundesrepublik erhöhen. Die Europäische Zentralbank (EZB) warnt vor den Folgen der Schattenverschuldung in den Euroländern. Die Garantien für andere EU-Mitgliedstaaten und eigene Kreditinstitute könnten die Schulden Deutschlands um 11,2 Prozent auf eine Staatsschuldenquote von rund 90 Prozent des Bruttoinlandsprodukts (BIP) (Stand 2013) anwachsen lassen. Zu den offiziellen deutschen Staatsschulden von 1,7 Billionen Euro (Stand Dezember 2011) waren rund 5 Billionen Euro verdeckte Schulden hinzuzurechnen. Um beide Schuldenarten zu tilgen, müssten entweder die Steuereinnahmen um 12 Prozent erhöht oder die Transferleistungen um 11 Prozent gesenkt werden.